# Benzène deutéré
Pour les articles homonymes, voir Benzène (homonymie).
Le benzène deutéré est un composé chimique de formule C6D6. Il s'agit de l'isotopologue du benzène C6H6 dont tous les atomes d'hydrogène H sont remplacés par du deutérium D, un isotope stable de l'hydrogène.
Le benzène deutéré est un solvant couramment utilisé en spectroscopie RMN des molécules organiques.